# Carl Ivar Linné
Carl Ivar Linné, född 28 augusti 1856 i Norra Råda församling, Värmlands län, död 23 januari 1934 i Hagfors församling, Värmlands län, var en svensk folkmusiker.

## Biografi
Carl Ivar Linné föddes 1856 i Norra Råda socken. Han var son till klarinettisten Jan Linné. Under sina ungdomsår anlitades Linné ofta till att spela på bröllop. Linné började vid 33 års ålder att spela fiol, då han kom i kontakt med spelmannen Lejsme Per Larsson i Malung. Han arbetade även som eldare vid Normark-Klarälvens järnväg. Han avled 1934 i Hagfors socken.

## Upptecknade låtar
Upptecknade 1927 låtar av Olof Andersson efter Linné.
- Vals i G-dur, efter Lejsme Per Larsson.[3]
- Vals i D-dur, efter Lejsme Per Larsson.[3]
- Polska i D-dur, efter Lejsme Per Larsson.[3]
- Polska i D-dur, efter Lejsme Per Larsson.[3]
- Polska i G-dur.[3]
- Polska i A-dur, efter Lejsme Per Larsson.[3]
- Vals i A-dur, efter Lejsme Per Larsson.[3]